# Veliki templji Čola
Veliki templji Čola je skupino hindujskih templjev iz obdobja dinastije Čola v indijski zvezni državi Tamil Nadu, ki jih je Unesco vpisal na seznam svetovne dediščine. Spomeniki, dokončani med zgodnjim 11. in 12. stoletjem našega štetja so:
- Tempelj Brihadisvara v Thandžavurju
- Tempelj Brihadisvara v Gangaikonda Čolapuram
- Tempelj Airavatesvara v Kumbakonamu.

## Priznanje svetovne dediščine
Tempeljski kompleks v Thandžavurju je bil priznan leta 1987. Tempeljski kompleks v Gangaikonda Čolapuram in tempeljski kompleks Airavatesvara sta bila dodana kot razširitvi dediščine leta 2004. Merila za vključitev na seznam Great Living Chola Temples – Veliki templji Čola, so:
- Merilo (i): Trije templji Čola v južni Indiji predstavljajo izjemen ustvarjalni dosežek v arhitekturni zasnovi čiste oblike dravidanskega tipa templja.
- Merilo (ii): Tempelj Brihadisvara v Thandžavurju je postal prvi velik primer templjev Čola, čemur je sledil razvoj, o katerem pričata tudi drugi dve lastnosti.
- Merilo (iii): Trije veliki templji Čola so izjemno in najbolj izstopajoče pričevanje o razvoju arhitekture imperija Čola in tamilske civilizacije v južni Indiji.
- Merilo (iv): Veliki templji Čola v Thandžavurju, Gangaikonda Čholapuramu in Kumbakonamu so izjemni primeri arhitekture in predstavitve ideologije Čola.

## Templji
Thandžavur je približno 350 kilometrov jugozahodno od Čenaija. Gangaikonda Čolapuram in Darasuram sta približno 70 kilometrov oziroma približno 40 kilometrov severovzhodno.

### Tempelj Brihadisvara v Thandžavurju
Tempelj Brihadisvara v Thandžavurju je hindujski tempelj, posvečen Šivi. Je eden največjih južnih indijskih templjev in zgleden primer popolnoma realizirane tamilske arhitekture. Zgradil ga je Rajdža Radža Čola I. med letoma 1003 in 1010 našega štetja. Prvotni spomeniki tega templja iz 11. stoletja so bili zgrajeni okoli jarka. Vključevalo je gopuro, glavni tempelj, njegov ogromen stolp, napise, freske in skulpture, ki so bile pretežno povezane s šivajizmom, pa tudi s tradicijo hinduizma vaišnvaizma in šaktizma. Tempelj je bil v svoji zgodovini poškodovan in nekatere umetnine zdaj manjkajo. Dodatni mandapam in spomeniki so bili dodani v stoletjih, ki so sledila. Tempelj zdaj stoji sredi utrjenega obzidja, ki so ga dodali po 16. stoletju.
Stolp vimanam nad svetiščem, zgrajen iz granita, je eden najvišjih v južni Indiji. Tempelj ima masivno prakaro (hodnik) s stebriščem in enega največjih Šiva lingam v Indiji. Slovi tudi po kakovosti svojega kiparskega okrasa, pa tudi kot lokacija, ki je v 11. stoletju naročila medeninastega Natarajo – Šivo kot gospodarja plesa. Kompleks vključuje svetišča za Nandi, Aman, Subrahmanjar, Ganeša, Sabhapati, Dakšinamurti, Čandesrvarar, Varahi in druge. Tempelj je ena najbolj obiskanih turističnih znamenitosti v Tamil Naduju.
- Tempelj Thandžavur
- Pogled na Śrī Vimano templja Thandžavur
- Granitni gopuram (stolp)
- Tempelj
- Vhod v tempelj Gopuram
- Relief slona na templju
- Tamilski napis na templju

### Tempelj Brihadisvara v Gangaikonda Čolapuram
Tempelj Brihadisvara v Gangaikonda Čolapuramu je hindujski tempelj približno 70 kilometrov oddaljen od templja Brihadisvara Thandžavur. Ta tempelj iz obdobja dinastije Čola, ki ga je leta 1035 dokončal Radžendra Čola I. kot del svoje nove prestolnice, je po zasnovi podoben in ima podobno ime kot tisti iz 11. stoletja, včasih pa se imenuje tudi tempelj Gangaikondacholapuram.
Posvečen je Šivi in temelji na kvadratnem tlorisu, vendar tempelj spoštljivo prikazuje vaišnavizem, šaktizem in sinkretične enakovredne teme hinduizma s kipi Višnuja, Durge, Surje, Harihare, Ardhanišvare in drugih. Poleg glavnega svetišča z lingo ima tempeljski kompleks več manjših svetišč, gopur in drugih spomenikov, pri čemer so bili nekateri delno uničeni ali obnovljeni v kasnejših stoletjih. Tempelj je znan po svojih bronastih skulpturah, umetninah na stenah, Nandiju in obsegu njegovega ukrivljenega stolpa.
- Pogled od spodan na tempelj Gangaikonda Čolapuram
- Piramidalna struktura nad svetiščem v templju Gangaikonda Čolapuram
- Ardhanarišvara (pol Šiva, pol Parvati): kip v templju
- Kamnita skulptura

### Tempelj Airavatesvara
Tempelj Airavatesvara je v mestu Kumbakonam v južni Indiji, dokončan leta 1166. Je eden izmed skupine osemnajstih srednjeveških velikih hindujskih templjev na območju Kumbakonama. Tempelj je posvečen bogu Šivi. Prav tako spoštljivo prikazuje tradicijo hinduizma vaišnavizma in šaktizma, skupaj z legendami, povezanimi s triinšestdesetimi najanarji – svetniki gibanja bhakti šaivizma.
Ta tempelj, imenovan po Indrinem belem slonu, je pričevanje o veliki tempeljski arhitekturi imperija Čolan. Je zadnji od treh velikih templjev Čolan, ki so jih zgradile zaporedne generacije kraljev od Radžaradže I. Tempelj Airavateswara je okoli leta 1150 zgradil Rajdžaradža II. Ena od osupljivih značilnosti tega templja je Radžagambhira Thirumandapam – kraljevo dvorišče z zapleteno izrezljanimi stebri, dolgimi stopnicami iz granitnih kamnov in elegantnimi vozovi, ki jih vleče konj – spet izklesanimi iz kamna. Darasuram je dobesedno streljaj stran od Kumbakonama.
Kamniti tempelj vključuje strukturo voza in vključuje glavna vedska in puranska božanstva, kot so Indra, Agni, Varuna, Vaju, Brahma, Surja, Višnu, Saptamtrikas, Durga, Sarasvati, Sri Devi (Lakšmi), Ganga, Jamuna, Subrahmanja, Ganeša, Kama, Rati in drugi. Tempelj je bil veliko večji in je po napisih nekoč imel sedem dvorišč. Samo eno dvorišče je preživelo; deli templja, kot je gopuram, so v ruševinah, glavni tempelj ter pripadajoča svetišča pa stojijo sami. Tempelj vsako leto še naprej privablja velika srečanja hindujskih romarjev.
- Steber v dravidskem arhitekturnem slogu
- Tempelj Airavatesvara
- Detajl voza templja Airavatesvara
- Oltar
- Stebri